# Tetragnatha mohihi
Tetragnatha mohihi är en spindelart som beskrevs av Gillespie 1992. Tetragnatha mohihi ingår i släktet sträckkäkspindlar, och familjen käkspindlar. Inga underarter finns listade i Catalogue of Life.